# Peggy Adam
 (novembre 2018).
Pour les articles homonymes, voir Adam (homonymie).
Peggy Adam, née en 1974, est une auteure de bande dessinée et une illustratrice française.

## Biographie
Peggy Adam a étudié à l'école des beaux-arts de Saint-Étienne, à Université de l'École d'art et de design de l'Ontario à 
Toronto et à l'École supérieure de l'image d'Angoulême.
Peggy Adam commence sa carrière en 1999 en publiant son premier récit dans le collectif Comix 2000. Elle collabore ensuite à la revue Bile Noire des éditions genevoises Atrabile, illustre plusieurs ouvrages pour la jeunesse et anime une rubrique BD dans le quotidien suisse Le Courrier, de 2008 à 2013. Parallèlement à son travail graphique, elle exerce sur travers d’autres supports, tels que la peinture, la sculpture et les scherenschnitte. Elle collabore avec plusieurs structures associatives et culturelles lémaniques, entre autres le cinéma Spoutnik, les bibliothèques municipales, Pro Vélo, Les Créateliers et Forum Meyrin. Elle publie la série en quatre volumes Plus ou moins… entre 2005 et 2016, ainsi que Luchadoras (2006) et La Gröcha (2012), le tout chez Atrabile.
Elle vit et travaille à Genève. Elle collabore avec la HEAD en tant qu'enseignante.

## Œuvres
Peggy Adam a créé des affiches pour la scène nationale d'Angoulême, le théâtre de Tulle, et divers dessins pour la presse (Le Monde, Libération, Femme actuelle, Femina, Le Courrier, Bang, Topo) et pour l'édition destinée à la jeunesse.

## Publications

### Tout public
- J'ai pas fermé l'œil de la nuit, avec le conteur Yannick Jaulin
- participation au Comix 2000, L'Association, 2000
- Plus ou moins… le printemps, Éditions Atrabile, 2005
- Pax ! Savoir vivre ensemble à l'école, collectif[2], Jeune Chambre économique de Genève, 2006
- Plus ou moins… l'été, Éditions Atrabile, 2006
- Luchadoras, Éditions Atrabile, 2006
- Plus ou moins… l'automne, Éditions Atrabile, 2007
- Bile Noire 10 x 10, collectif, Éditions Atrabile, 2007
- La maison close, collectif, Éditions Delcourt, 2010
- Mémé découvre le Mamco, fanzine publié par le Mamco (musée d'art moderne et contemporain de Genève), 2010
- La Gröcha, Éditions Atrabile, 2012
- Plus ou moins...l'hiver, Éditions Atrabile, 2016
- Josette a disparu!, Éditions Friture, 2017
- Les sales gosses, Éditions Atrabile, 2019 (Prix BDzoom 2021)
- Un Monde Meilleur (avec Pierre Wazem) éditions Association Un Monde Meilleur, 2021
- Emkla, Éditions Atrabile, 2023

### Livres pour la jeunesse
- La Petite Histoire, avec Yannick Jaulin, Éditions Geste
- La Gaule, textes de Anne Royer, Éditions Mango, collection Regard junior
- La Légende du pompier à plumes, Éditions Mango
- L'Histoire de France, Éditions Mango
- Contes et récits des chevaux illustres, textes de Pierre Davy, Éditions Nathan
- Liberty chérie, textes de Mano Gentil, Éditions Magnard, collection Drôles de filles
- Petits et perdus, Éditions École des loisirs
- Les pandas rêvent aussi, avec David Benito, Éditions Bleu de chine, 2006
- Histoires des Jawis, avec Claire Merleau-Ponty et Pierre Leroux, Éditions Actes Sud Junior
- Atlas, objectif terre, Éditions Actes sud Junior, 2007
- Les garçons se cachent pour pleurer, textes d'Élisabeth Brami, Éditions Actes sud Junior, 2008
- C'est pas sorcier d'être une danseuse, Éditions Nathan, 2008
- Le monde, les autres, et moi, collectif, Éditions Bayard jeunesse, 2008
- Bao et le dragon de jade, textes de Pascal Vatinel, Éditions Actes sud Junior, 2009 (Prix des Incorruptibles)
- Li, jeune archer du roi, textes de Pascal Vatinel, Éditions Actes sud Junior, 2011
- Zhang le peintre magicien, textes de Pascal Vatinel, Éditions Actes sud Junior, 2012
- Le scarabée magique, texte de Michel Girin, Éditions Rageot, 2017

## Distinction
- 2016 : Prix Töpffer Genève pour Plus ou moins..., t. 4 : L'Hiver
- 2016 : Bourse Culturelle Leenaards
- 2021: Prix BDzoom pour Les sales gosses
- Bourse bd Pro Helvetia